# 26. april
26. april je 116. dan leta (117. v prestopnih letih) v gregorijanskem koledarju. Ostaja še 249 dni.

## Dogodki
- 1478 – neuspela zarota rodbine Pazzi proti Medičejcem
- 1792 – v noči s 25. na 26. april napisana Marseljeza
- 1848 – v Novicah izide Prešernova Zdravljica šele potem, ko je bila ukinjena cenzura
- 1912 – prvi let Turškega pilota Fesa Evrensev (kasneje je bil prvi predsednik Turkish Airlines), po njemu se praznuje mednarodni praznik pilotov 26.aprila
- 1915 – podpisan londonski sporazum med Italijo in antanto
- 1937 – nemški bombniki uničijo baskovsko mesto Guernica
- 1938 – Tretji rajh postavi Češkoslovaški ultimat glede Sudetov
- 1941:
  - Adolf Hitler obišče Maribor. V začetku aprila 1941 naroči: »Naredite mi to deželo spet nemško, tako nemško, kot je preostala Štajerska.«
  - ustanovljena slovenska Protiimperialistična fronta (PIF)
- 1945:
  - Kopenska vojska ZDA in Rdeča armada se srečata v Torgauu na reki Labi
  - britanska kopenska vojska zavzame Bremen
  - italijanski partizani osvobodijo Milano
  - italijanski partizani ujamejo Mussolinija
- 1964 – Tanganjika in Zanzibar se združita v Tanzanijo
- 1986 – eksplozija enega od reaktorjev v jedrski elektrarni v Černobilu (Ukrajina) zahteva 31 neposrednih žrtev, več tisoč ljudi pa je bilo izpostavljeno prevelikim količinam radioaktivnega sevanja
- 1994 – z volitvami v Južnoafriški republiki se konča dolgoletno obdobje apartheida
- 2005 – zadnji sirski vojaki zapustijo Libanon

## Rojstva
- 121 – Mark Avrelij, rimski cesar in filozof († 180)
- 1564 – William Shakespeare, angleški dramatik, pesnik (tega dne je bil krščen; točen datum rojstva ni znan) († 1616)
- 1575 – Marija Medičejska, francoska kraljica († 1642)
- 1710 – Thomas Reid, škotski filozof († 1796)
- 1798 – Eugène Delacroix, francoski slikar († 1863)
- 1864 – Caetano da Costa Alegre, saotomejski pesnik († 1890
- 1865 – Axél Waldemar Gallén - Akseli Gallen-Kallela, finski slikar († 1931)
- 1886 – Gertrude Pridgett Rainey - Ma Rainey, ameriška bluesovska pevka († 1939)
- 1889 – Ludwig Wittgenstein, avstrijsko-angleški filozof († 1951)
- 1893 – Dragoljub »Draža« Mihajlović, srbski četniški general († 1946)
- 1894 – Rudolf Hess, nemški nacistični uradnik († 1987)
- 1896 – Ernst Udet, nemški pilot, general Luftwaffe († 1941)
- 1900 – Charles Francis Richter, ameriški seizmolog († 1985)
- 1918 – Fanny Blankers-Koen, nizozemska atletinja († 2004)
- 1933 – Carol Burnett, ameriška filmska igralka
- 1940 – Giorgio Moroder, italijanski skladatelj in producent
- 1949 – John Leonard Orr, ameriški požigalec
- 1970 – Melanija Trump, slovenska manekenka, 47. prva dama Združenih držav Amerike
- 1985 – Jure Bogataj, slovenski smučarski skakalec

## Smrti
- 680 – Muavija I., prvi kalif Omajadskega kalifata (* okoli 602)
- 783 –  Hildegarda Vinzgauska, kraljica Frankov in Langobardov (* okrog 758)
- 1164 – protipapež Viktor IV. (* 1095)
- 1192 – cesar Go-Širakava, 77. japonski cesar (* 1127)
- 1310 – Konstanca Béarnška, vikontesa Béarna, grofica Ženeve
- 1366 – Simon Islip, canterburyjski nadškof
- 1395 – Katarina Luksemburška, češka plemikinja, avstrijska in bavarska vojovodinja, brandenburška mejna grofinja (* 1342)
- 1522 – Jurij Slatkonja, dunajski škof slovenskega rodu, zborovodja in skladatelj (* 1456)
- 1815 – Carsten Niebuhr, nemški popotnik (* 1733)
- 1835 – Henry Kater, angleški fizik, častnik (* 1777)
- 1899:
  - Dragotin Kette, slovenski pesnik (* 1876)
  - Karl Siegmund von Hohenwart, avstrijski državnik (* 1824)
- 1931 – George Herbert Mead, ameriški psiholog, sociolog in filozof (* 1863)
- 1932 – Hart Crane, ameriški pesnik (* 1899)
- 1938 – Edmund Husserl, nemški filozof (* 1859)
- 1940 – Carl Bosch, nemški kemik, inženir, nobelovec 1931 (* 1874)
- 1945 – Pavlo Petrovič Skoropadski, hetman Ukrajine  (* 1873)
- 1951 – John Alden Carpenter, ameriški skladatelj (* 1876)
- 1954 – Anton Codelli (izumitelj), kranjski izumitelj, veleposestnik, plemič in politik (* 1875)
- 1967 – Jean Alexandre Barré, francoski nevrolog (* 1880)
- 1969 – Morihei Ueshiba, japonski mojster borilnih veščinin, ustanovitelj aikida (* 1883)
- 1970 – John Knittel, švicarski pisatelj (* 1891)
- 1984 – William »Count« Basie, ameriški jazzovski pianist (* 1904)
- 1986
  - Valerij Hodemčuk, sovjetski inženir, prva žrtev černobilske nesreče (* 1951)
  - Vladimir Šašenok, sovjetski inženir (* 1951)
- 1988 – Valerij Legasov, sovjetsko-ruski kemik in fizik (* 1936)

## Prazniki in obredi
- Mednarodni dan pilotov
- Svetovni dan intelektualne lastnine